# نهاد استانداردهای مخابراتی اروپا
نهاد استانداردهای مخابراتی اروپا یک سازمان استانداردسازی ناسودبر مستقل در صنعت مخابرات (تولیدکننده‌های تجهیزات و اپراتورهای شبکه) در اروپا است که با شرکت‌های تخصصی و بنگاه‌های اقتصادی در سراسر جهان همکاری می‌کند. ستاد آن در پارک علم و فناوری سوفیا آنتی‌پولیس فرانسه است. نهاد استانداردهای مخابراتی اروپا استانداردهای قابل اجرای جهانی را برای فناوری اطلاعات و ارتباطات، مانند فناوری‌های تلفن ثابت، تلفن همراه، رادیو، همگرا، و اینترنت فراهم می‌کند.

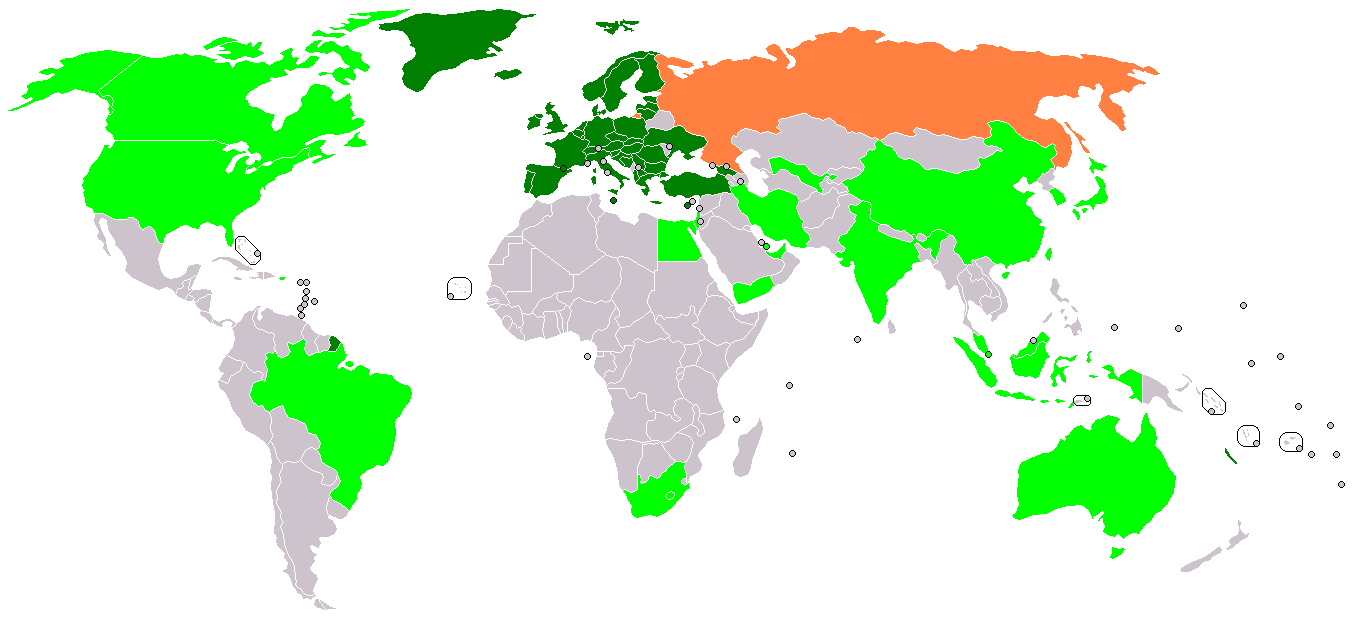
اعضای کامل
اعضای وابسته
اعضای ناظر

## پیدایش
نهاد استانداردهای مخابراتی اروپا در سال ۱۹۸۸ (میلادی) توسط کنفرانس اروپایی مدیریت مخابرات و پست پدید آمد و توسط کمیسیون اروپا و دبیرخانه انجمن تجارت آزاد اروپا به رسمیت شناخته شد. نهاد استانداردهای مخابراتی اروپا مسئول استانداردسازی فناوری اطلاعات و ارتباطات در اروپا است.

## کارها
نهاد استانداردهای مخابراتی اروپا هر سال بین ۲۰۰۰ تا ۲۵۰۰ استاندارد منتشر می کند. از هنگام پایه‌گذاری آن، بیش از ۳۰،۰۰۰ استاندارد معرفی کرده است که شامل استانداردهایی می‌شود که به فناوری‌های جهانی کلیدی مانند جی‌اس‌ام، نسل سوم شبکه تلفن همراه، نسل چهارم شبکه تلفن همراه، مخابرات بی‌سیم پیشرفته دیجیتال، رادیو ترانک زمینی، سامانه رادیو بی‌سیم حرفه‌ای، تجهیزات دستگاه کوتاه‌برد مانند ال‌دی‌پی۴۳۳، کارت هوشمند، و بسیاری استانداردهای دیگر امکان استفاده می‌دهد.
کمیته‌های فنی مهم نهاد استانداردهای مخابراتی اروپا و گروه‌های صنعتی ویژه شامل اسمارت‌ام۲ام (برای ارتباط ماشین به ماشین)، سامانه ترابری هوشمند، مجازی‌سازی عملکرد شبکه، امنیت سایبری، امضای الکترونیک، زیرساخت الکترونیک، و مانند آنها می‌شود. نهاد استانداردهای مخابراتی اروپا الهام‌بخش پیدایش و شریک ۳جی‌پی‌پی و وان‌ام۲ام است. همه کمیته‌های فنی و گروه‌های ویژه صنعتی و کاری از طریق درگاه نهاد استانداردهای مخابراتی اروپا در دسترس هستند.

## ساختار
خوشه‌های فناوری نهاد استانداردهای مخابراتی اروپا، دیدگاه ساده و آسانی از کنش‌های این سازمان در استانداردسازی فناوری اطلاعات و ارتباطات ارائه می‌کنند. هر خوشه فناوری، نماینده بخش اصلی یک معماری فناوری اطلاعات و ارتباطات است و کار چند کمیته فنی و گروه کاری در نهاد استانداردهای مخابراتی اروپا را پوشش می‌دهد. این کمیته‌های فنی و گروه‌های کاری، دیدگاه و توجه فنی مشترکی دارند. کار هر کمیته فنی ممکن است در چندین خوشه ارائه شود. خوشه‌ها، به شناسایی آسان زمینه کاری مطلوب بر پایه رابطه تجاری یا دامنه کاربرد به جای یک زمینه کاری فنی مطلق، کمک می‌کنند.

## بودجه
در سال ۲۰۱۳ (میلادی) بودجه در نهاد استانداردهای مخابراتی اروپا بیش از ۲۳ میلیون یورو بود که از سوی کشورهای عضو و کنش‌های بازرگانی مانند فروش اسناد، پلاگ‌تست، و میزبانی تالار گفتگو، پیمانکاری، و سرمایه‌گذاری مشترک تامین می‌شد.
نهاد استانداردهای مخابراتی اروپا یک سازمان مشترک سرمایه‌گذاری در همکاری جهانی استانداردها است.

## عضویت
نهاد استانداردهای مخابراتی اروپا ۸۰۰ عضو از ۶۴ کشور/استان در درون یا بیرون اروپا دارد. این اعضا شامل شرکت‌های تولیدی، اپراتورهای شبکه، مدیران، ارائه‌کنندگان خدمات، سازمان‌های پژوهشی، کاربران و در حقیقت، همه بازیگران اصلی در زمینه فناوری اطلاعات و ارتباطات می‌شود. نزدیک یک‌سوم اعضای نهاد استانداردهای مخابراتی اروپا، بنگاه‌های کوچک و متوسط هستند.

### شرکت‌ها
فهرست اعضای کنونی را می‌تواند در این پیوند دید.
فهرست شرکت‌های اتحادیه اروپا که عضو نهاد استانداردهای مخابراتی اروپا هستند را می‌تواند در این پیوند دید.

### دیگر کشورهای عضو
| - استرالیا · کانادا · ایالات متحده آمریکا · برزیل · آفریقای جنوبی · لسوتو · مصر · اسرائیل · یمن · قطر · امارات متحده عربی · ایران |  | - ازبکستان · چین · هنگ کنگ · ماکائو · تایوان · هند · کره جنوبی · ژاپن · مالزی · سنگاپور · اندونزی |  |

## گونه‌های استانداردها
فهرست گونه‌های استانداردها نهاد استانداردهای مخابراتی اروپا:
سری‌های مخابراتی و استاندارد اروپایی: هنگامی استفاده می‌شود که قرار است سند، نیازهایی، ویژه اروپا را برآورده کند و نیاز به تبدیل به استاندارهای ملی دارد. یا هنگامیکه به پیش‌نویس سند، تحت قیمومت کمیسیون اروپا/انجمن تجارت آزاد اروپا نیاز است.
استاندارد نهاد استانداردهای مخابراتی اروپا: هنگامی استفاده می‌شود که یک سند، دارای معیارهای قانونی است و برای تایید به پذیرش همه کشورهای عضو نهاد استانداردهای مخابراتی اروپا نیاز است.
راهنمای نهاد استانداردهای مخابراتی اروپا: هنگامی استفاده می‌شود که یک سند راهنمای بررسی کنش‌های استانداردسازی فنی، برای تایید، توسط همه کشورهای عضو نهاد استانداردهای مخابراتی اروپا پذیرفته شده است.
گزارش ویژه: برای آرمان‌های گوناگون بکار می‌رود. از جمله عمومی‌سازی اطلاعاتی که توسط کمیته‌های فنی تولید نشده‌اند. همچنین گزارش‌های فنی برای اسناد "مجازی" بکار می‌روند. مانند سندهایی که به شکل پویا با پژوهش در پایگاه داده از طریق وب ساخته شده‌اند. یک گزارش ویژه، توسط کمیته فنی که آنرا تولید کرده منتشر می‌شود.
ویژگی فنی: هنگامی استفاده می‌شود که سند، دارای معیارهای قانونی است و هنگامیکه عرضه سریع در بازار، اعتبارسنجی، و نگهداری، حیاتی است توسط کمیته فنی که آنرا پیش‌نویس کرده، تایید می‌شود.
گزارش فنی: هنگامی استفاده می‌شود که سند، بیشتر دارای عناصر آموزشی است. این گزارش توسط کمیته فنی که آنرا پیش‌نویس کرده، تایید می‌شود.
ویژه گروه: توسط گروه‌های ویژه صنعتی استفاده می‌شود. این استفاده بر پایه فرایندهای تصمیم‌گیری تعریف شده در شرایط مرجع گروه انجام می‌شود. این گونه قابل تحویل، توسط گروه ویژه صنعتی که آنرا پیش‌نویس کرده، تایید و تصویب می‌شود.